# Kubdari
 (août 2021).
Le kubdari, ou kubed (géorgien : კუბდარი, svane : კუბედ), est un pain fourré issu de la cuisine géorgienne qui est notamment un plat national des Svanes. C'est un pain au levain dont la pâte lèvera. La garniture contient des morceaux de viande qui peuvent être de l'agneau, de la chèvre ou du porc, des épices et des oignons géorgiens.
Le kubdari a été inscrit sur la liste du patrimoine culturel immatériel de la Géorgie en 2015,.